# Méthode hypothético-déductive

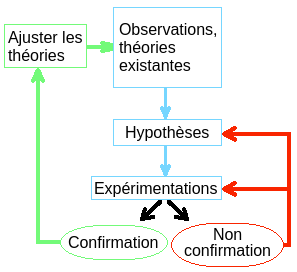
Schéma simple des étapes de la (méthode des sciences naturelles.

La méthode hypothético-déductive est une méthode scientifique qui consiste à formuler une hypothèse afin d'en déduire des conséquences observables futures (prévision), mais également passées (rétroduction), permettant d'en déterminer la validité.
Elle est au point de départ de la démarche expérimentale, théorisée en particulier par Roger Bacon (à ne pas confondre avec Francis Bacon) en 1267 dans De Scientia experimentali, une des sept parties de son Opus maius (« Œuvre majeure »).
La question de la vérification d'une hypothèse renvoie en particulier au problème de l'induction, au cœur de la philosophie des sciences empiriste.

## L'approche hypothético-déductive et les autres approches
L'approche hypothético-déductive consiste à émettre des hypothèses, à recueillir des données, puis à tester les résultats obtenus pour réfuter ou appuyer les hypothèses.
Elle contraste avec d'autres approches comme l'approche inductive ou la recherche dite enracinée. Dans la méthodologie de percolation des données, l'approche 
hypothético-déductive est encadrée dans un paradigme pragmatique et l'émission des hypothèses doit se faire selon une modélisation axée sur quatre grands groupes 
de relations entre les variables considérées : descriptif, d'influence, longitudinal et causal. Les variables sont elles-mêmes classées selon qu'elles sont 
structurelles ou fonctionnelles, ce qui modifie la formulation, dicte les tests statistiques des hypothèses et guide la recherche pour en augmenter l'efficacité.